# Rudolf von Ziller
Rudolf von Ziller (* 13. September 1832 in Frauenbreitungen; † 5. Oktober 1912 in Meiningen) war Ökonom, Staatsminister und Oberbürgermeister der Stadt Meiningen.

## Leben und Wirken
Rudolf Ziller wurde als Sohn eines evangelischen Pfarrers in Frauenbreitungen, heute ein Ortsteil von Breitungen/Werra, geboren. Nach dem Besuch des Gymnasium Bernhardinum in Meiningen studierte er an der Universität in Jena Nationalökonomie. 1855 trat von Ziller in den Staatsdienst im Herzogtum Sachsen-Meiningen ein. Als Amtsmann wurde er 1859 in Hildburghausen und ab 1862 Sonneberg eingesetzt. In Sonneberg beförderte die herzogliche Regierung ihn 1863 zum Oberamtmann, und er übernahm 1873 die Stelle des Landrats vom Landkreis Sonneberg.
1874 wurde Rudolf Ziller Oberbürgermeister der Residenzstadt Meiningen. Er leitete nach dem großen Stadtbrand vom 5. September 1874 den Wiederaufbau der zerstörten Stadtviertel, was ihm 1877 eine Ernennung zum Oberbürgermeister auf Lebenszeit einbrachte. 1879 übernahm er ein Mandat im Meininger Landtag und die Funktion des Landtagspräsidenten. Wegen seiner Verdienste beim Wiederaufbau verlieh ihm die Stadt Meiningen 1882 die Ehrenbürgerschaft. Er gab das Amt des Oberbürgermeisters auf und wurde Landrat vom Landkreis Meiningen.
1889 ernannte Herzog Georg II. Rudolf Ziller zum Staatsrat und Vorstand der Finanzabteilung. Daraufhin schied er aus dem Landtag und weiterhin aus dem Verwaltungsrat der Werra-Eisenbahn-Gesellschaft aus, wo er den Vorsitz innehatte. 1902 erfolgte die Beförderung zum Wirklichen geheimen Rat und Staatsminister und Vorstand der 1. Abteilung des Staatsministeriums. Er blieb bis 1912 Regierungschef. Der Herzog erhob Rudolf von Ziller 1902 in den Adelsstand und 1905 zum Freiherren. Von der Universität in Jena bekam er 1906 den Ehrendoktor verliehen. Nach Rudolf von Ziller ist die Zillerstraße in Meiningen benannt.
Sein Sohn ist der Jurist und Ministerialbeamte Hermann Freiherr von Ziller.

## Ehrungen
- 1882: Ehrenbürgerschaft der Stadt Meiningen
- 1902: Erhebung in den Adelsstand
- 1905: Ernennung zum Freiherrn
- 1906: Ehrendoktorwürde der Universität Jena
- „Zillerstraße“ im Stadtteil Ost von Meiningen